# Zelda Schneerson Mishkovsky
Zelda Schneerson Mishkovsky (hebräisch זלדה שניאורסון-מישקובסקי; geb. 20. Juni 1914 in Tschernihiw; gest. 30. April 1984 in Jerusalem), weithin bekannt unter ihrem Vornamen Zelda, war eine israelische Dichterin und Schriftstellerin.

## Herkunft und Ausbildung
Zelda Schneerson wurde 1914 als Tochter von Sholom Schneerson und Rachel Hen in Chernihiv geboren, das damals zum russischen Zarenreich gehörte und heute im Norden der Ukraine liegt. Ihr Vater war der direkte Nachfahre einer bekannten Rabbinerdynastie (Lubavitcher Rebbe). Zeldas Cousin war Rabbi Menachem Mendel Schneerson. Ihre Mutter Rachel Hen war die Tochter von Rabbi Dovid Tzvi Chein aus Chernigov und Nachfahrin der sephardischen Dynastie der Hen-Gracian, die ihre Wurzeln bis ins 11. Jahrhundert in Barcelona zurückverfolgen konnte.
Die Familie zog 1926 nach Jerusalem. Zelda besuchte eine religiöse Mädchenschule im britischen Mandatsgebiet und studierte anschließend am Lehrer-Kolleg der Misrachi-Bewegung.

## Berufstätigkeit
Nach ihrem Abschluss 1932 unterrichtete sie in Tel Aviv und anschließend in Haifa, bis sie 1935 nach Jerusalem zurückkehrte. 1950 heiratete sie Hayim Mishkovsky und widmete sich von da an vermehrt dem Schreiben. Einer ihrer Schüler war Amos Klausner, der später als  Schriftsteller Amos Oz berühmt wurde. Er schrieb in seinen Erinnerungen A Tale of Love and Darkness, dass er sich als Schüler in sie verliebt habe. Viele Jahre später besuchte er sie in ihrem Haus, in dem sie immer noch wohnte, und war sehr berührt davon, dass sie sich daran erinnerte, wie gut ihm ihre Limonade geschmeckt hatte.

## Literarisches Werk
Penai (dt.: Freie Zeit), ihre erste Gedichtsammlung, wurde 1967 veröffentlicht. Mit ihren gefühlvollen und andächtigen Bildern aus der Welt der jüdischen Mystik, des Chassidismus und der russischen Märchen begründete diese Sammlung ihren literarischen Ruf. Ihre Gedichte, die spirituell und gleichzeitig direkt, farbenfroh und genau sind, berührten die Herzen von religiösen und weltlichen Menschen gleichermaßen. Zeldas Poesie ist von tiefem Glauben durchdrungen, frei von Zweifeln und Ironie, wie sie manchmal in den Werken anderer moderner hebräischer Dichter zu spüren sind.
Im Jahr 2004 erschien eine Sammlung von Gedichten Zeldas in englischer Übersetzung: The Spectacular Difference: Selected Poems of Zelda, übersetzt und herausgegeben von Marcia Falk.

## Auszeichnungen
- 1971 Brenner-Preis der Hebräischen Autorengesellschaft Israels
- 1974 Hebräischer Literaturpreis des Premierministers
- 1978 Bialik-Preis für hebräische Literatur der Stadt Tel Aviv[7]
- 1982 Wertheim-Preis

## Veröffentlichungen
- Ha-Carmel ha-Ee Nireh (The Invisible Carmel) (1971)
- Al Tirhak (Be Not Far) (1975)
- Halo Har Halo Esh (It Is Surely a Mountain, It Is Surely a Fire) (1977)
- Al ha-Shoni ha-Marhiv (On the Spectacular Difference) (1981)
- Shenivdelu Mikol Merhaq (That Became Separated from Every Distance) (1985)
- The Spectacular Difference: Selected Poems of Zelda, übersetzt von Marcia Falk (2004),  Hebrew Union College Press

## Weiterführende Literatur
- The Modern Hebrew Poem Itself (2003), ISBN 0-8143-2485-1
- Amos Oz: A Tale of Love and Darkness (2004), ISBN 0-15-100878-7